# Nicolas Rambourg
Pour les articles homonymes, voir Rambourg.
Nicolas Rambourg est un architecte lorrain né à Saint-Mihiel vers 1559, et mort au château de Hautefort le 2 juillet 1649.

## Biographie
La découverte des lettres de naturalité de Nicolas Rambourg a permis de confirmer son origine lorraine. Il s'est fixé dans le Périgord vers 1588 tandis que son frère aîné Jean s'est établi en Limousin vers la même date car les lettres de naturalité qui ont été octroyés par Henri IV précisent que les deux frères y sont « habitués et mariés » depuis quinze ans.
Suzanne Gendry a reconstitué les activités de Nicolas Rambourg dans son étude publiée en 1969. Son premier chantier périgourdin a été sur le château d'Excideuil à la demande de François de Pérusse des Cars peu après qu'il a acheté le château à Henri de Navarre, comte de Périgord, en 1582. On ne sait pas comment a pu se faire la rencontre entre François de Pérusse des Cars et Nicolas Rambourg. François de Pérusse des Cars était lié à des personnes ayant des origines lorraines. Sa première femme, Claudine de Beauffremont, appartient à une famille originaire de Haute-Lorraine, ainsi que son grand-oncle, Claude de Longwy, évêque de Langres jusqu'à sa mort en 1561, dit le « cardinal de Givry », et qui avait administré quelque temps le diocèse de Périgueux. Son frère, Charles de Pérusse des Cars, a été aussi évêque de Langres à partir de 1569. Son demi-frère, Anne de Pérusse des Cars, a été cardinal et évêque de Metz en 1608. François des Cars a pu recommander son architecte à son gendre, François de Hautefort (1547-1640), pour l'aménagement de son château de Hautefort. Si cette liaison entre Langres et François des Cars est exacte, on peut supposer que Nicolas Rambourg a été un disciple de l'architecte de Langres Nicolas Ribonnier (1520/1530-1605) à qui on attribue avec beaucoup de vraisemblance le château de Sully et le château du Pailly construits à la demande de Gaspard de Saulx Tavannes.
À Excideuil, le comte des Cars se fait construire un logement dans le goût de l'époque peu après sa prise de possession du château. Il semble que le gros œuvre était terminé en 1587. Nicolas Rambourg est intervenu sur le logis oriental et la capelle castrale. Sur une des croisées du logis peut se lire la date « 158(3?) ». Il est probablement intervenu pour modifier le pavillon d'entrée car on note une certaine similitude avec le châtelet du château de Hautefort.
Au château de Hautefort il aurait commencé en 1588 en travaillant sur le châtelet d'entrée qui porte cette date, en particulier le parapet sur des consoles à trois ressauts des mâchicoulis.
Les ouvrages de Nicolas Rambourg ont certaines caractéristiques :
- ils sont datés,
- ils utilisent des colonnes ioniques engagées, décorées de bossages un sur deux, reprenant un modèle de porte rustique de Serlio.

Nicolas Rambourg a réalisé la porte du château de la Sudrie à Cubjac qui porte la date de 1589, le manoir de La Rampinsolle, près de Périgueux, en 1599, aujourd'hui détruit, à la fontaine de Sauvebœuf datée de 1610.
Il a continué à travailler au château de Hautefort car lors de l'érection en marquisat de la terre de Hautefort, en 1614, il est qualifié de « chasteau et maison bien basty ». François de Hautefort avait obtenu de partager la couronne de marquis avec son fils, Charles de Hautefort. Mais il meurt en 1616. Sa veuve, Renée du Bellay, épousée en 1607, a fait peindre des litres funéraires dans les églises du marquisat dont Nicolas Rambourg a signé les devis. À partir de cette époque, il semble que c'est Renée du Bellay qui gère Hautefort. C'est en 1616 qu'est mentionné pour la première fois un « château neuf » dans les états des réparations décidées par la marquise. Ces travaux du château neuf terminés en 1717 doivent correspondre aux deux corps de logis qui cantonnent le pavillon central dont la construction n'a commencé qu'en 1644.
Il a travaillé sur les ponts de Périgueux en 1623, à la reconstruction du château de Sauvebœuf et au portail de la maison du Consulat de Périgueux en 1636.
La marquise de Hautefort meurt en 1631. François de Hautefort souhaitant rester à Paris, occupé par des amours ancillaires, a délégué son autorité à son petit-fils, Jacques-François de Hautefort. Ce dernier est émancipé le 25 novembre 1633. Il va continuer les travaux pour lui donner son aspect actuel. Nicolas de Rambourg présente un mémoire sur le projet de construction du pavillon central du château le 5 mars 1644. Le projet ayant été accepté, les travaux ont aussitôt commencé car les devis de travaux datent de 1644.
Les travaux de gros œuvre du pavillon central sont terminés avant la mort de Nicolas Rambourg survenue au château le 2 juillet 1649. Il a été inhumé dans l'église paroissiale de Saint-Aignan
En 1643, Nicolas Rambourg avait établi des plans pour remplacer le pont en bois détruit de Cubjac mais la reconstruction de 1655, sur les ordres du Parlement de Bordeaux, s'avère insuffisamment solide si bien qu'en 1659, des animaux tombent dans l'Auvézère en crue. Cette fois-ci, le pont en pierre rebâti dure jusqu'en 1783 quand, à l'occasion d'une importante crue, la moitié en est détruite. L'édifice n'est reconstruit qu'au début du XIXe siècle, toujours en suivant les plans de Rambourg.

## Famille
L'inventaire des archives de la Dordogne avant 1790 permet de connaître certains membres de sa famille à Hautefort :
- Linne Rambourg, fille de Nicolas Rambourg, mariée en 1618 avec Guillaume Souffron, procureur d'office de la juridiction de Tourtoirac.
- Françoise Rambourg, mariée à Léonard Lidonne, juge de la juridiction et marquisat de Hautefort. Ses descendants ont exercé cette charge pendant trois générations[6]. Nicolas Rambourg est le parrain de sa fille Renée, Renée du Bellay, dame de Hautefort est la marraine, en 1629. Parmi ses descendants, Nicolas-Joseph de Lidonne a été professeur de mathématiques à Périgueux, puis chef de division au département de la Justice après la Révolution.
- Anne Rambourg mariée à Claude de Sarrazannes, notaire royal, dont le fils Joseph se marie avec Sibille, fille d'Isaac Pommarel, apothicaire, en 1648.
- Anne de Rambourg, veuve de Claude Sarrazannes, se remarie avec Aubin Ducamus, maître maréchal de la commune de Cherveix en 1651.